# Pseudostegana latifasciata
Pseudostegana latifasciata är en tvåvingeart som beskrevs av Chen och Masanori Joseph Toda 2005. Pseudostegana latifasciata ingår i släktet Pseudostegana och familjen daggflugor.
Artens utbredningsområde är Vietnam. Inga underarter finns listade i Catalogue of Life.